# Starý hřbitov v Hořicích v Podkrkonoší
Starý hřbitov v Hořicích v Podkrkonoší je historické pohřebiště na vrchu Gothard nad městem Hořice v okrese Jičín v Královéhradeckém kraji. Jedná se o nejstarší část komplexu hořických hřbitovů. Ač se nachází v těsném sousedství nového městského hřbitova, od kterého je oddělen pouze zdí, není s ním komunikačně propojen.

## Historie
Na vrchu Gothard byla postavena původně pouze dřevěná kaple, jejímiž fundátory byli premonstrátští řeholníci z pražského Strahova. Kolem kaple postupně vzniklo pohřebiště. Kaple byla v 17. století nahrazena barokním kostelem. V závěru 19. století byl tento starý hřbitov nahrazen novým pohřebištěm, založeným v těsném sousedství. Starý hřbitov je majetkem římskokatolické církve (resp. Římskokatolické farnosti–děkanství Hořice v Podkrkonoší) a není památkově chráněn. Památková ochrana je přiznána pouze kostelu sv. Gotharda, který slouží příležitostným bohoslužbám hořické farnosti.

## Stavební podoba
Starý hřbitov má nepravidelný půdorys a je ohraničen kamennou zdí. V jeho severozápadní části se nachází zmíněný kostel sv. Gotharda. Na hřbitově se nachází hromadný hrob obětí prusko-rakouské války z roku 1866 (konkrétně z bitvy u Sadové), mající podobu jehlanu v novogotickém provedení. V prostoru hřbitova je dochováno 52 náhrobků, které jsou dokladem hořické kamenické tradice. Na ostatních hrobech se náhrobky nedochovaly. V ohradní zdi hřbitova, poblíž vstupu na něj, je umístěna pamětní deska hořického rodáka, kněze, řeholníka strahovské premonstrátské kanonie, prof. Ladislava Josefa Jandery, O.Praem., který se zasloužil o astronomické stanovení polohy věže svatogothardského kostela.

## Odkazy

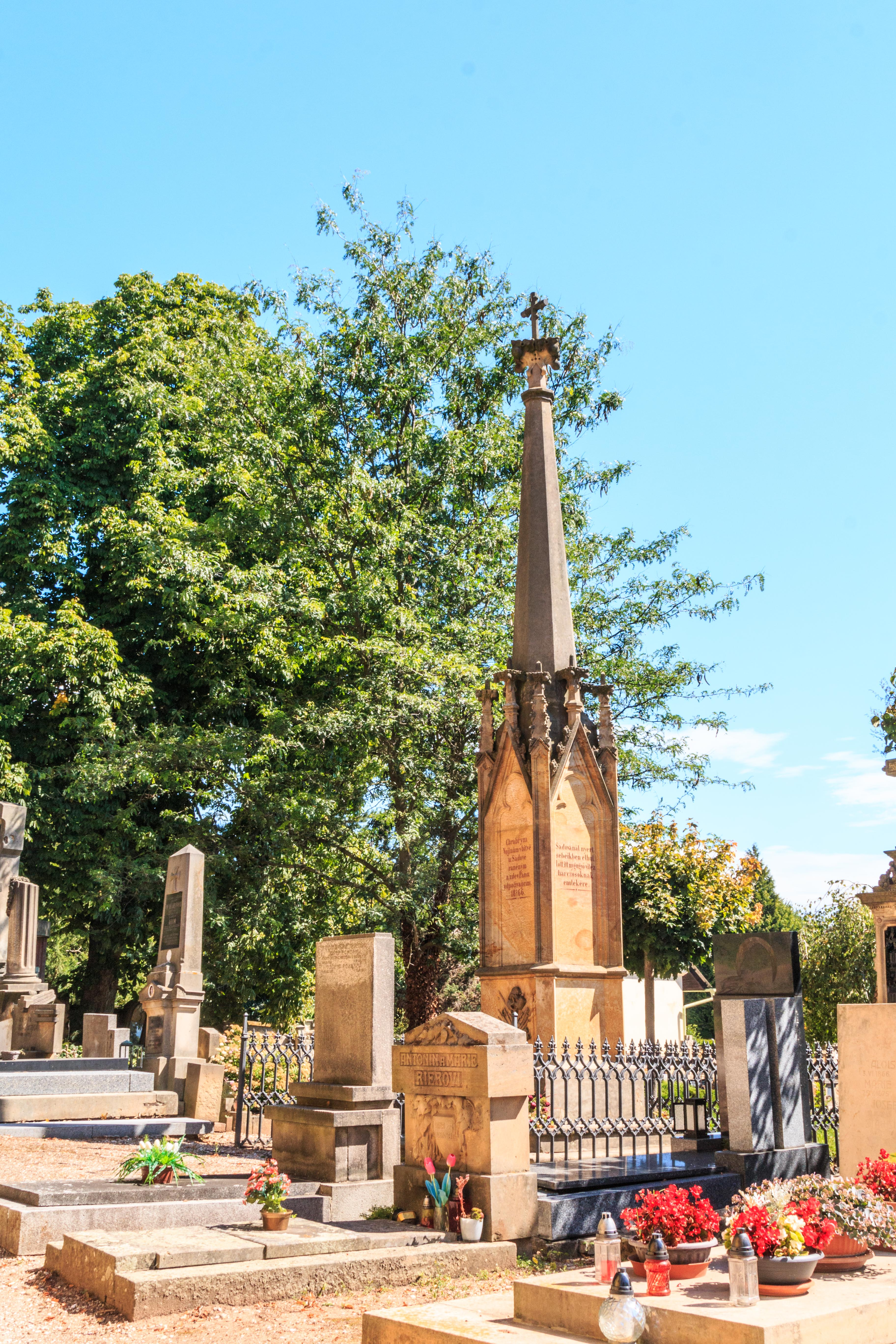
Pomník obětí prusko-rakouské války, nacházející se na Starém hřbitově.